# Hawke’s-Bay-Erdbeben von 1931
Das Hawke’s-Bay-Erdbeben von 1931 war das folgenschwerste Erdbeben in der recht jungen europäisch geprägten Geschichte Neuseelands.
Am 3. Februar 1931 um 10:46:47 Uhr zerstörte ein Beben mit der Stärke 7,8 auf der Richterskala die Städte Napier, Hastings und Havelock North zum Teil vollständig und zog ein Band der Verwüstung in nordöstlicher und südwestlicher Richtung durch die Region Hawke’s Bay. Es gab 258 Todesopfer und knapp 3000 Verletzte. Zahlreiche Nachbeben, die am 13. Februar mit dem Beben der Stärke 7,3 ihren Höhepunkt fanden, ließen die Region über Wochen nicht zur Ruhe kommen.

## Geografie
Das Epizentrum des Bebens wurde nahe der Küste im Bereich des Aropaoanui River knapp 20 Kilometer nordnordöstlich von Napier ausgemacht. Das Zentrum der Zerstörung zog vom Aropaoanui River aus, wo sich der Boden mit 2,7 Metern am höchsten hob, nordöstlich in Richtung Wairoa und nach Südwesten über Hastings, wo der Boden absank, bis nach Waipawa, Waipukurau und den gesamten Central Hawke’s Bay District. Das Beben war auf fast der gesamten südlichen Hälfte der Nordinsel zu spüren und setzte sich über die gesamte Südinsel bis nach Invercargill hin spürbar fort.

## Tektonische Umgebung
Hawke’s Bay liegt auf der Australischen Platte, 150 Kilometer westlich des Hikurangi Trogs, der vor dem Kontinentalsockel von Neuseeland liegt. Dieser Übergang vom Trog zum Sockel stellt der Beginn der Reibungszone der Australischen Platte mit der Pazifischen Platte dar, an der die beiden Platten schräg mit etwa 42 mm pro Jahr konvergieren und sich die Pazifische Platte mit einer westsüdwestlichen Bewegung unter die Australische Platte schiebt.
An den Stellen, an denen die Australische Platte angehoben wird, entstehen Brüche, die sich als Verwerfungen von Nordost nach Südwest verlaufend entweder in der sichtbaren Oberfläche oder gar verdeckt im Untergrund ausbilden. Eine dieser Verwerfungen, die seit 1931 als Napier-Hawkes-Bay-Verwerfung bekannt ist und sich von Pakipaki südwestlich von Hastings über Napier unter dem Seeboden weiter bis nach Wairoa erstreckt, war verdeckt und brach mit dem Erdbeben am 3. Februar sichtbar auf.

## Geologische und geografische Veränderungen
Die Folgen des Aufbrechens der bis zu diesem Zeitpunkt verdeckten Verwerfung konnten einerseits in der Anhebung des Bodens der Ahuriri Lagune von etwa 1,8 Meter bis hin zum Epizentrum mit 2,7 Meter beobachtet werden, wogegen der Boden sich im Bereich Hastings absenkte. Die Erdoberfläche bekam auf der gesamten Länge der Verwerfung an vielen Stellen Risse und Brüche. Am deutlichsten war dies auf den Straßen zu sehen, und Fotodokumente von in aufgebrochenen Straßen steckengebliebenen Fahrzeugen belegen dies anschaulich.
Die etwa 3000 Hektar große Lagune wurde durch die Anhebung zum größten Teil trockengelegt und der Tutaekuri River in den Heretaunga Plains, der bislang in die Lagune mündete, bekam mit dem Beben zwangsweise ein neues Flussbett und fließt heute fast 10 Kilometer südlich von Napier unweit des kleinen Ortes Clive in den Pazifischen Ozean. Die heutigen Ortsteile Marewa, Onekawa und Pirimai liegen in dem Bereich der ehemaligen Lagune, ebenso der Flughafen von Napier.

## Das Beben
Das Beben forderte nach offiziellen Angaben 161 Todesopfer in Napier, 93 in Hastings und 2 in Wairoa. Vermutlich aber lag die Zahl der Todesopfer bei 258, denn auf dem Denkmal zur Erinnerung der Opfer stehen zwei Namen mehr als in den offiziellen Listen geführt wurden, jeweils ein Opfer mehr in Waiora und Napier. Etwa 400 Verletzte wurden in Krankenhäusern behandelt, mindestens 2500 Menschen wurden leichter verletzt oder erlitten Schocks. Die Sachschäden wurden, nach dem Wert von 2007 gerechnet, auf etwa insgesamt 300 Millionen Neuseeland-Dollar geschätzt.

### Beschreibung
Ohne jegliche Vorwarnung hob sich die Erde in den ersten 30 Sekunden der ersten Schockwelle, was von Betroffenen wie das Anheben eines schweren Vorschlaghammers beschrieben wurde. Häuser schwankten und verloren teilweise ihre Außenmauern, verzierte Giebeldreiecke und Schornsteine fielen herab. Leute wurde in ihren Häusern durch umstürzende Möbelstücke verletzt, andere auf den Gehsteigen von herabfallenden Trümmern. Telefonverbindungen und Stromleitungen wurden abrupt unterbrochen. Autos wurden beschleunigt oder gestoppt, als sich die Straßen hoben und wellten.
Nach etwa 30 Sekunden der Ruhe hob sich der Boden wieder. Manche empfanden es als Abwärtsbewegungen, aber der Effekt war wie eine Wellenbewegung. Dieser Moment war der zerstörerischste, Gebäude brachen zusammen und Trümmer fielen und rollten auf die Straße. Leute, die bei dem ersten Stoß auf die Straße liefen, wurden zum Teil von Hauswänden und Trümmern getroffen. Autos wurden zerschmettert. Die letzte Schockwelle wurde von vielen als ein Geräusch wie von kochendem Wasser beschrieben. Nach insgesamt zweieinhalb Minuten war das Beben vorüber und in Napier und Hastings waren die Straßen und Gebäude in Staubwolken von zermalmten Beton, von Mörtel, Putz und gebrochenen Mauersteinen gehüllt. Der felsige Hügel zum Hafen von Napier hin war an den Felsabstürzen abgebrochen und zahlreiche große Erdrutsche hatten sein Aussehen verändert. Zu nahe an den Felskanten gebaute Häuser waren hinuntergestürzt. Im Gegensatz zu Hastings und Havelock North, wo die Straßen breiter und großzügiger gebaut waren, brachen in Napier auf Grund der Enge Großfeuer aus, die zu weiterer Zerstörung führten.

### Hilfe
Bis zum Abend verbreiteten die Nachrichtendienste Meldungen, die auf Gerüchten basierten und von über 1000 Toten in dem Erdbebengebiet sprachen. Alle Kommunikationsverbindungen waren unterbrochen worden; aber durch den Umstand, dass die HMS Veronica, ein Schiff der Royal Navy, im Hafen von Napier lag und noch funktionierende Funkverbindungen nutzen konnte, wurden die Zahlen am nächsten Morgen schnell korrigiert und detaillierte Angaben über das Ausmaß der Zerstörungen gemacht.
Da in Neuseeland in diesen Jahren noch kein funktionierender Katastrophenschutz existierte und die Straßenverbindungen noch nicht gut entwickelt waren, war die Marine die einzige Instanz, die in dieser Situation schnelle Hilfe bringen konnte. Ein Seemanöver mit der australischen Marine wurde von dem Kommandeur Geoffrey Blake abgebrochen und zwei Schiffe, die HMS Dunedin und HMS Diomede, sofort nach Napier beordert. In der Dämmerung des Folgetages kamen die beiden Schiffe an, ankerten zwei Meilen vor der Hafeneinfahrt und begannen, die Besatzung eingeteilt in Rettungskommandos, Aufräumkommandos, Versorgungskommandos und Feuerbekämpfungseinheiten, mit schneller und zügiger Hilfe. Weitere Schiffe und Hilfslieferungen kamen in den folgenden Tagen.
Der Spruch Thanks God for the Navy, der seit dieser Zeit fest in den Köpfen der Menschen verankert ist und auch in Publikationen häufig zu finden ist, wurde durch die schnelle und unkomplizierte Hilfe der Marine geprägt, zumal auch andere Strukturen, die diese Hilfe hätten leisten können, nicht bestanden.

### Finanzdesaster
Nach dem Erdbebendesaster drohte ein Finanzdesaster an der Londoner Börse, an der alle Aktienkurse mit Bezug zur Hawke’s Bay Region und auch mit Bezug zu Neuseeland rapide fielen, vor allem die von Versicherungen.
Die Regierung versuchte mit einer 720-Millionen-NZ$-Anleihe eine volle Auszahlung von Versicherungsfällen zu garantieren. Doch in Zeiten der Großen Depression war das Vertrauen in derartige Maßnahmen nicht groß und der Staatsbankrott in den nächsten fünf Jahren wurde prognostiziert.
Die lokalen Verwaltungen wurden aufgefordert, die Finanzierung des Wiederaufbaus aus eigenen Mitteln zu stemmen, doch im politischen Machtpoker angesichts anstehender Wahlen gab die Regierung letztendlich nach und finanzierte mit umgerechnet 127.440.000 NZ$ den Bau von öffentlichen Gebäuden, von Straßen, Eisenbahn und Brücken und gab auch Geld für Unternehmen und den Aufbau von Verwaltungen.
Einige Orte wurden dabei allerdings vergessen: z. B. kämpfte der Vorsitzende des Boards der Stadt Havelock North um lediglich 288.000 NZ$, die die Stadt für dringende Reparaturen von Strom- und Wasserversorgung und der Entwässerung benötigte, er wurde jedoch abgewiesen.

### Wiederaufbau
Napier war so zerstört, dass manche vorschlugen, alles dem Erdboden gleichzumachen und die Stadt an einer anderen Stelle auf der anderen Seite des Hügels wieder neu aufzubauen. 14 Tage nach dem Erdbeben kam der Daily Telegraph mit dem Vorschlag, ein neues Napier ähnlich wie Santa Barbara in Kalifornien aufzubauen. Santa Barbara wurde als Vorbild gesehen, da es nach dem Erdbeben von 1925 auch komplett zerstört wurde und im spanischen Missionsstil wieder aufgebaut wurde. Die Idee wurde von den Architekten der Stadt unterstützt und entwickelte sich unter der Führung des Reconstruction Committees weiter. Neue Richtlinien für Bauwerke wurden erlassen und mit den Neubauten zügig begonnen. Die meisten Erneuerungen fanden so zwischen den späten 1931 und den frühen 1935 statt, um auch die Geschäfte schnell wieder eröffnen zu können. Dabei wurden viele Gebäude im Art-déco-Stil errichtet.